# Volla (Italië)
Volla is een Italiaanse gemeente, onderdeel van de metropolitane stad Napels, wat voor 2015 nog de provincie Napels was (regio Campanië) en telt 23.251 inwoners (31-12-2004). De oppervlakte bedraagt 6,2 km², de bevolkingsdichtheid is 3568 inwoners per km².

## Geografie
Volla grenst aan de volgende gemeenten: Casalnuovo di Napoli, Casoria, Cercola, Napoli, Pollena Trocchia.